# Lota Delgado
Carlota "Lota" Delgado (Angeles, 19 mei 1921 - 28 april 2009) was een Filipijns actrice.

## Biografie
Lota Delgado werd geboren op 19 mei 1921 in Camp Strosenburg in Angeles in de Filipijnse provincie Pampanga. Haar ouders waren Luis Delgado en Caridad Concepcion. Broer Ben Delgado werd ook acteur. Delgado's carrière als actrice kwam bij toeval van de grond. Ze werd tijdens een anti-tuberculose gala, waar ze vanwege haar werk als secretaresse, verplicht aanwezig was geïntroduceerd aan Pedro Vera, de baas van Sampaguita Pictures. Hij vroeg haar of ze interesse had in een carrière als actrice. Ze weigerde in eerste instantie, maar ging wel werken op het kantoor van Sampaguita. Daar werd ze door regisseur Gregorio Fernandez en acteur Rogelio de la Rosa overgehaald om toch een screentest te doen.
Daarop speelde ze een rol in de film Magsasampaguita (1938), met Corazon Noble en Rogelio de la Rosa in de hoofdrollen. Het jaar erop volgde een rol in Takip-Silim (1939) met Carmen Rosales en opnieuw De la Rosa in de hoofdrollen. Haar optreden in de twee films werd goed ontvangen. Hierdoor raakte haar carrière in een stroomversnelling. In 1940 speelde ze rollen in vijf Sampaguita-films. In de film Katarungan speelde ze haar eerste hoofdrol, met De la Rosa als tegenspeler. In 1941 speelde ze rollen in Tarhata van Sampaguita en in Dalawang Anino van de door De la Rosa opgerichte filmmaatschappij RDR Productions. 
De uitbraak van de Tweede Wereldoorlog onderbrak haar carrière. Rogelio de la Rosa vroeg haar kort daarop ten huwelijk, waarna het stel op 20 september 1942 in het huwelijk trad. Delgado besloot daarop te stoppen met haar acteurwerk. Ze kreeg zes kinderen, vijf jongens en een meisje. In 1951 speelde ze nog eenmaal in een film, genaamd Irisan, toen haar echtgenoot RDR Productions nieuw leven in blies. Later werd De la Rosa gekozen tot lid van de Filipijnse Senaat en was hij ambassadeur in Cambodja en Nederland.
Lota Delgado overleed in 2009 op 87-jarige leeftijd.

## Filmografie
- 1938 - Magsasampaguita (Sampaguita)
- 1939 - Takip-Silim (Sampaguita)
- 1940 - Gunita  (Sampaguita)
- 1940 - Katarungan (Sampaguita)
- 1940 - Estrellita (Sampaguita)
- 1940 - Colegiala (Sampaguita)
- 1940 - Nang Mahawi ang Ulap (Sampaguita)
- 1941 - Tarhata (Sampaguita)
- 1941 - Dalawang Anino (RDR)
- 1951 - Irisan (RDR)